# Cazalla de la Sierra (Gerichtsbezirk)
Der Gerichtsbezirk Cazalla de la Sierra ist einer der 15 Gerichtsbezirke in der Provinz Sevilla.
Der Bezirk umfasst 10 Gemeinden auf einer Fläche von 2.229,23 km² mit dem Hauptquartier in Cazalla de la Sierra.

## Gemeinden
| Gemeinde                            | Einwohner (2024) | Fläche km² | Dichte Einw./km² | Cod INE | Postleitzahl |
| ----------------------------------- | ---------------- | ---------- | ---------------- | ------- | ------------ |
| Alanís                              | 1.673            | 280,19     | 6                | 41002   | 41380        |
| Almadén de la Plata                 | 1.328            | 255,78     | 5                | 41009   | 41240        |
| Cazalla de la Sierra                | 4.629            | 357,10     | 13               | 41032   | 41370        |
| Constantina                         | 5.742            | 481,31     | 12               | 41033   | 41450        |
| Guadalcanal                         | 2.522            | 274,97     | 9                | 41048   | 41390        |
| Las Navas de la Concepción          | 1.520            | 63,35      | 24               | 41066   | 41460        |
| El Pedroso                          | 2.074            | 314,25     | 7                | 41073   | 41360        |
| El Real de la Jara                  | 1.531            | 157,35     | 10               | 41080   | 41250        |
| San Nicolás del Puerto              | 600              | 44,93      | 13               | 41088   | 41388        |
| La Puebla de los Infantes           | 2.927            | 154,23     | 19               | 41078   | 41479        |
| Gerichtsbezirk Cazalla de la Sierra | 24.546           | 2.229,23   | 11               | –       | –            |